# چوراشوو
چوراشوو (به لاتین: Churashevo) یک منطقهٔ مسکونی در روسیه است که در باشقیرستان واقع شده‌است.